# Halálozások 1984-ben
Ez a szócikk az 1984-es évben elhunyt nevezetes személyeket sorolja fel.

## Ismeretlen hónap
| Dátum          | Név                  | Foglalkozás / tisztség | Kor | Forrás |
| -------------- | -------------------- | ---------------------- | --- | ------ |
| Ismeretlen nap | Julius Richard Büchi | svájci matematikus     | 060 |        |

## December
| Dátum        | Név                             | Foglalkozás / tisztség                              | Kor | Forrás |
| ------------ | ------------------------------- | --------------------------------------------------- | --- | ------ |
| december 29. | Gregor Hradetzky                | olimpiai bajnok (1936) osztrák kenus és orgonaépítő | 075 |        |
| december 29. | Leo Robin                       | amerikai zeneszerző, dalszerző                      | 084 |        |
| december 28. | Isakas Kikoinas                 | szovjet-litván atomfizikus                          | 076 |        |
| december 28. | Sam Peckinpah                   | amerikai forgatókönyvíró, filmrendező               | 059 |        |
| december 24. | Ian Hendry                      | angol színész                                       | 053 |        |
| december 24. | Peter Lawford                   | angliai születésű amerikai színész                  | 061 |        |
| december 22. | Vilhelm Lauritzen               | dán építész                                         | 090 |        |
| december 21. | Cornelis Eliza Bertus Bremekamp | holland botanikus                                   | 096 |        |
| december 20. | Grace Cossington Smith          | ausztrál festőművész                                | 092 | [ 2 ]  |
| december 20. | Max Deuring                     | német matematikus                                   | 077 |        |
| december 19. | Michel Magne                    | francia zeneszerző                                  | 054 |        |
| december 18. | Rudolf Platte                   | német színész                                       | 080 |        |
| december 17. | Gerd Heinrich                   | német ornitológus és entomológus                    | 088 |        |
| december 17. | Sonja Ferlov Mancoba            | dán–francia festő és szobrász                       | 073 |        |
| december 13. | Rosa Kellner                    | olimpiai bronzérmes (1928) német rövidtávfutó       | 074 |        |
| december 13. | Margaret Livingston             | amerikai színésznő                                  | 089 |        |
| december 8.  | Robert Jay Mathews              | amerikai neonáci terrorista                         | 031 |        |
| december 6.  | Bernard Ormanowski              | olimpiai bronzérmes 1928) lengyel evezős            | 077 | [ 3 ]  |
| december 5.  | Joe Rock                        | amerikai színész, filmrendező, producer             | 090 |        |
| december 5.  | Jaromír Zápal                   | cseh festő, író, gyermekkönyv-illusztrátor          | 061 |        |
| december 2.  | Edward James                    | brit költő és művészeti mecénás                     | 077 |        |
| december 2.  | Harry Sukman                    | amerikai filmzeneszerző                             | 072 |        |
| december 1.  | Roelof Frankot                  | holland festő és fotográfus                         | 073 |        |

## November
| Dátum        | Név                    | Foglalkozás / tisztség                                                      | Kor | Forrás |
| ------------ | ---------------------- | --------------------------------------------------------------------------- | --- | ------ |
| november 29. | Tatjana Ehrenfest      | holland matematikus                                                         | 079 | –      |
| november 24. | Jimmy Jackson          | amerikai autóversenyző                                                      | 074 |        |
| november 22. | John Gilling           | angol forgatókönyvíró, filmrendező                                          | 072 |        |
| november 21. | Arvīds Jansons         | lett karmester, zenepedagógus, hegedűművész                                 | 070 |        |
| november 20. | Trygve Bratteli        | norvég politikus, miniszterelnök (1971–1972), (1973–1976)                   | 074 |        |
| november 20. | Carlo Campanini        | olasz színész, énekes                                                       | 078 |        |
| november 20. | Alexander Moyzes       | szlovák zeneszerző, zenepedagógus, orgonista                                | 078 |        |
| november 17. | Jan Novák              | cseh zeneszerző                                                             | 063 | [ 4 ]  |
| november 16. | Edvin Tiemroth         | dán színész és színrendező                                                  | 069 |        |
| november 14. | Adhemar Canavesi       | olimpiai bajnok (1928) uruguayi labdarúgó                                   | 081 |        |
| november 12. | Chester Himes          | amerikai író                                                                | 075 |        |
| november 11. | Martin Luther King Sr. | amerikai baptista pap, Martin Luther King apja                              | 084 |        |
| november 11. | Jan Novák              | cseh zeneszerző, zongoraművész                                              | 063 | [ 5 ]  |
| november 9.  | Hans Petersson         | német matematikus                                                           | 082 |        |
| november 8.  | Collin Walcott         | amerikai dzsessz- és világzenész, szitár- és tablájátékos                   | 039 |        |
| november 6.  | José Antonio Coderch   | spanyol-katalán építész                                                     | 070 |        |
| november 6.  | Primo Zeglio           | olasz festő, filmrendező, forgatókönyvíró                                   | 078 | [ 6 ]  |
| november 5.  | Ivor Montagu           | brit filmrendező, filmkritikus, asztalitenisz-játékos, kommunista aktivista | 080 |        |
| november 3.  | Eduardas Balsys        | szovjet-litván zeneszerző, zenepedagógus                                    | 064 |        |
| november 3.  | Aldo Donati            | világbajnok (1938) olasz labdarúgó, fedezet                                 | 074 |        |
| november 2.  | Toni Hiebeler          | osztrák hegymászó, újságíró, szakíró, fotográfus                            | 054 |        |
| november 1.  | Norman Krasna          | amerikai drámaíró, forgatókönyvíró, filmrendező, producer                   | 074 |        |
| november 1.  | Marcel Moyse           | francia fuvolaművész                                                        | 095 |        |

## Október
| Dátum       | Név                       | Foglalkozás / tisztség                           | Kor | Forrás |
| ----------- | ------------------------- | ------------------------------------------------ | --- | ------ |
| október 31. | Leonardo Cortese          | olasz színész, rendező, színikritikus            | 068 |        |
| október 31. | Indira Gandhi             | indiai politikus, miniszterelnök                 | 066 |        |
| október 31. | Hetényi Miklós            | magyar-amerikai tervezőmérnök                    | 077 | –      |
| október 27. | Ruy Luís Gomes            | portugál matematikus                             | 078 |        |
| október 26. | Mark Kac                  | lengyel-amerikai matematikus                     | 070 | [ 7 ]  |
| október 25. | Pascale Ogier             | francia színésznő                                | 025 |        |
| október 23. | Marcel Brion              | francia író, irodalomkritikus, művészettörténész | 088 |        |
| október 22. | Cigerxwîn                 | kurd költő, író                                  | 081 |        |
| október 21. | Louis Herman De Koninck   | belga építész és formatervező                    | 088 |        |
| október 21. | François Truffaut         | francia filmrendező, kritikus                    | 052 |        |
| október 21. | Dalibor C. Vačkář         | cseh zeneszerző                                  | 078 |        |
| október 19. | Phyllis Clinch            | ír botanikus, víruskutató                        | 083 |        |
| október 19. | Henri Michaux             | francia költő, író, festő                        | 085 |        |
| október 17. | Emilian Bucov             | szovjet-moldovai író                             | 075 |        |
| október 16. | Peggy Ann Garner          | amerikai színésznő                               | 052 |        |
| október 16. | Alejandro Urgellés        | olimpiai bronzérmes (1972) kubai kosárlabdázó    | 033 |        |
| október 14. | Martin Ryle               | Nobel-díjas angol rádiócsillagász                | 066 |        |
| október 11. | Manuel Alonso de Areyzaga | spanyol teniszező                                | 088 |        |
| október 11. | H. Bruce Humberstone      | amerikai forgatókönyvíró, rendezőasszisztens     | 082 |        |
| október 10. | Maricruz Olivier          | mexikói színésznő                                | 049 |        |
| október 9.  | Catherine Tharp Altvater  | amerikai festő                                   | 077 |        |
| október 6.  | François Daumas           | francia régész, egyiptológus                     | 069 |        |
| október 6.  | George Gaylord Simpson    | amerikai őslénykutató                            | 082 |        |
| október 4.  | Virgil Jacomini           | olimpiai bajnok (1920) amerikai evezős           | 085 |        |
| október 3.  | Raymond McKee             | amerikai színész                                 | 091 |        |

## Szeptember
| Dátum          | Név                            | Foglalkozás / tisztség                          | Kor | Forrás |
| -------------- | ------------------------------ | ----------------------------------------------- | --- | ------ |
| szeptember 30. | António Aurélio Gonçalves      | zöld-foki köztársasági író, kritikus, történész | 083 |        |
| szeptember 29. | Domingos de Sousa Coutinho     | olimpiai bronzérmes (1936) portugál lovas       | 087 |        |
| szeptember 26. | Shelly Manne                   | amerikai dzsesszdobos                           | 064 |        |
| szeptember 25. | Erich Arendt                   | (kelet)német költő, műfordító                   | 081 |        |
| szeptember 25. | Walter Pidgeon                 | kanadai színész                                 | 087 |        |
| szeptember 24. | Pierre Emmanuel                | francia költő                                   | 068 |        |
| szeptember 24. | Neil Hamilton                  | amerikai színész                                | 085 |        |
| szeptember 23. | Tilsa Tsuchiya                 | perui festő                                     | 055 |        |
| szeptember 21. | John Kuck                      | olimpiai bajnok (1928) amerikai súlylökő        | 081 |        |
| szeptember 19. | Carl Joachim Friedrich         | német-amerikai politológus                      | 083 |        |
| szeptember 17. | Jurij Ioszifovics Vizbor       | szovjet-orosz színész, énekes, költő, újságíró  | 050 |        |
| szeptember 16. | Louis Réard                    | francia autómérnök és ruhatervező               | 087 | –      |
| szeptember 12. | Lola Anglada                   | katalán író és illusztrátor                     | 091 |        |
| szeptember 12. | Yvon Petra                     | francia teniszező                               | 068 |        |
| szeptember 11. | Hilding Hallnäs                | svéd zeneszerző és egyházi zenész               | 081 |        |
| szeptember 9.  | Ina Benita                     | lengyel színésznő                               | 072 |        |
| szeptember 9.  | Yilmaz Guney                   | kurd színész, filmrendező                       | 047 |        |
| szeptember 9.  | Máté Péter                     | énekes, zeneszerző, zongorista                  | 037 |        |
| szeptember 7.  | Liam Ó Flaithearta             | ír író                                          | 088 |        |
| szeptember 6.  | Ernest Tubb                    | amerikai countryzenész és -énekes               | 070 |        |
| szeptember 4.  | Henryk Łowmiański              | lengyel történész                               | 086 |        |
| szeptember 4.  | Ernst Carl Gerlach Stückelberg | Max Planck-érmes svájci matematikus és fizikus  | 079 |        |
| szeptember 3.  | Jan Zábrana                    | cseh költő, író, műfordító                      | 053 |        |
| szeptember 2.  | Cséfai Sándor                  | válogatott kézilabdázó, olimpikon (1936)        | 080 |        |
| szeptember 1.  | Ľudovít Oelschläger Őry Lajos  | magyar-szlovák építész (kassai zsinagóga)       | 088 | –      |

## Augusztus
| Dátum         | Név                   | Foglalkozás / tisztség                                                                       | Kor | Forrás                                                         |
| ------------- | --------------------- | -------------------------------------------------------------------------------------------- | --- | -------------------------------------------------------------- |
| augusztus 29. | Héctor P. Agosti      | argentin újságíró, író, esszéíró, politikus                                                  | 072 |                                                                |
| augusztus 29. | Cyril Bouda           | cseh festő, grafikus, illusztrátor                                                           | 082 | Archiválva 2020. augusztus 10-i dátummal a Wayback Machine-ben |
| augusztus 28. | Martín Almagro Basch  | spanyol régész                                                                               | 073 |                                                                |
| augusztus 28. | Mohammed Nagíb        | egyiptomi forradalmár, politikus, miniszterelnök (1952–1954), köztársasági elnök (1953–1954) | 083 |                                                                |
| augusztus 22. | Freddie Steele        | amerikai ökölvívó                                                                            | 071 | [ 10 ]                                                         |
| augusztus 21. | Wolfgang Schleif      | német forgatókönyvíró, filmrendező                                                           | 072 |                                                                |
| augusztus 19. | George Meeker         | amerikai színész                                                                             | 080 |                                                                |
| augusztus 15. | Norman Petty          | amerikai zenész és zenei producer                                                            | 057 |                                                                |
| augusztus 14. | J. B. Priestley       | angol író                                                                                    | 089 |                                                                |
| augusztus 13. | Clyde Cook            | ausztrál-amerikai színész                                                                    | 092 |                                                                |
| augusztus 12. | Margaret Sutherland   | ausztrál zeneszerző és zongoraművész                                                         | 086 |                                                                |
| augusztus 11. | Paul Felix Schmidt    | észt kémikus, író és sakkozó                                                                 | 067 |                                                                |
| augusztus 8.  | Walter Tevis          | amerikai író                                                                                 | 056 |                                                                |
| augusztus 8.  | Máirin de Valéra      | ír algológus                                                                                 | 072 |                                                                |
| augusztus 7.  | Ann Christy           | belga (flamand) énekesnő                                                                     | 038 |                                                                |
| augusztus 7.  | Esther Phillips       | amerikai énekesnő                                                                            | 048 |                                                                |
| augusztus 5.  | Hertha Thiele         | német színésznő                                                                              | 076 |                                                                |
| augusztus 4.  | Donald Johnston       | olimpiai bajnok (1920) amerikai evezős                                                       | 084 |                                                                |
| augusztus 4.  | Mary Miles Minter     | amerikai színésznő                                                                           | 082 |                                                                |
| augusztus 3.  | Vlagyimir Tyendrjakov | szovjet-orosz író                                                                            | 060 |                                                                |
| augusztus 2.  | Quirino Cristiani     | olasz származású argentin képregényrajzoló, animációs film készítő                           | 088 |                                                                |
| augusztus 1.  | Hjalmar Frisk         | svéd nyelvész, etimológus                                                                    | 083 |                                                                |

## Július
| Dátum      | Név                       | Foglalkozás / tisztség                          | Kor | Forrás |
| ---------- | ------------------------- | ----------------------------------------------- | --- | ------ |
| július 31. | Paul Le Flem              | francia zeneszerző, zenekritikus, zenepedagógus | 103 |        |
| július 29. | Jacobo Bolbochán          | argentin sakkozó                                | 077 |        |
| július 26. | George Gallup             | amerikai szociológus és statisztikus            | 082 |        |
| július 25. | George Renwick            | olimpiai bronzérmes (1924) brit futó            | 082 |        |
| július 24. | José Mauro de Vasconcelos | brazil író                                      | 064 |        |
| július 20. | Marko Ristić              | szerb író                                       | 082 |        |
| július 19. | Harry Stockwell           | amerikai színész és énekes                      | 082 |        |
| július 17. | Ursula Pohjolan-Pirhonen  | finn író                                        | 059 |        |
| július 16. | Walter Laufer             | olimpiai bajnok (1928) amerikai úszó            | 078 |        |
| július 14. | Léon Mart                 | luxemburgi labdarúgó                            | 069 |        |
| július 13. | John Davis                | olimpiai bajnok (1948, 1952) amerikai súlyemelő | 063 |        |
| július 11. | Karel Mengelberg          | holland zeneszerző és karmester                 | 081 |        |
| július 9.  | Randall Thompson          | amerikai zeneszerző és zenepedagógus            | 085 |        |
| július 8.  | Claudio Sánchez-Albornoz  | spanyol történész és politikus                  | 091 |        |
| július 8.  | Christine McIntyre        | amerikai színész- és énekesnő                   | 073 |        |
| július 7.  | George Oppen              | Pulitzer-díjas amerikai költő                   | 076 |        |
| július 7.  | Flora Robson              | angol színésznő                                 | 082 |        |
| július 6.  | Vladimír Šilhavý          | cseh festő és entomológus                       | 070 |        |
| július 3.  | Rudolf Pribiš             | szlovák szobrász                                | 071 |        |
| július 1.  | Víctor Avendaño           | olimpiai bajnok (1928) argentin ökölvívó        | 077 |        |

## Június
| Dátum      | Név                               | Foglalkozás / tisztség                                                      | Kor | Forrás                                                      |
| ---------- | --------------------------------- | --------------------------------------------------------------------------- | --- | ----------------------------------------------------------- |
| június 30. | Lillian Hellman                   | amerikai drámaíró, forgatókönyvíró                                          | 079 |                                                             |
| június 30. | Karel Michal                      | cseh író, drámaíró                                                          | 051 |                                                             |
| június 29. | Victor Bodson                     | luxemburgi politikus, a parlament elnöke (1964–1967)                        | 082 |                                                             |
| június 28. | Claude Chevalley                  | francia matematikus                                                         | 075 |                                                             |
| június 28. | Henri Fabre                       | francia repülőmérnök, a hidroplán egyik feltalálója                         | 101 |                                                             |
| június 26. | Albert Dailey                     | amerikai dzsesszzongorista                                                  | 045 |                                                             |
| június 26. | Carl Foreman                      | amerikai filmrendező és producer                                            | 069 |                                                             |
| június 24. | William Keighley                  | amerikai színész és filmrendező                                             | 094 |                                                             |
| június 24. | Anton Popovič                     | szlovák irodalomtörténész, nyelvész                                         | 050 |                                                             |
| június 22. | Dill Jones                        | walesi dzsesszzongorista                                                    | 060 |                                                             |
| június 20. | Estelle Winwood                   | angol-amerikai színésznő                                                    | 101 |                                                             |
| június 19. | Lee Krasner                       | amerikai festő                                                              | 075 |                                                             |
| június 18. | Marlia Hardi                      | indonéz színésznő                                                           | 057 |                                                             |
| június 17. | Štefan Sádovský                   | szlovák politikus, a Szlovák Szocialista Köztársaság miniszterelnöke (1969) | 055 |                                                             |
| június 16. | John Randall                      | angol biofizikus                                                            | 079 |                                                             |
| június 16. | Alekszandr Taraszov               | olimpiai bajnok (1956) szovjet öttusázó                                     | 057 |                                                             |
| június 13. | Marinus de Jong                   | holland-belga zeneszerző                                                    | 092 | Archiválva 2022. július 14-i dátummal a Wayback Machine-ben |
| június 13. | António Variações                 | portugál pop-, blues-, fado-énekes, dalszerző                               | 039 |                                                             |
| június 8.  | Gordon Jacob                      | angol zeneszerző                                                            | 088 |                                                             |
| június 6.  | Albert Deborgies                  | olimpiai bajnok (1924) francia vízilabdázó                                  | 081 |                                                             |
| június 6.  | Åke Ohlmarks                      | svéd író, műfordító, vallástörténész                                        | 073 |                                                             |
| június 2.  | Fernando Zóbel de Ayala y Montojo | spanyol származású Fülöp-szigeteki festő, műgyűjtő                          | 059 |                                                             |

## Május
| Dátum     | Név                    | Foglalkozás / tisztség                                               | Kor | Forrás                                                       |
| --------- | ---------------------- | -------------------------------------------------------------------- | --- | ------------------------------------------------------------ |
| május 30. | Tex Gibbons            | olimpia bajnok (1936) amerikai kosárlabdázó                          | 076 |                                                              |
| május 27. | Vasilije Mokranjac     | szerb zeneszerző                                                     | 060 |                                                              |
| május 26. | Edoardo Garzena        | olimpiai bronzérmes (1920) olasz ökölvívó                            | 084 |                                                              |
| május 26. | Mary Taylor Slow       | brit fizikus, matematikus                                            | 085 | Archiválva 2021. október 19-i dátummal a Wayback Machine-ben |
| május 25. | Henriette Yvonne Stahl | román író, műfordító                                                 | 083 |                                                              |
| május 22. | Karl-August Fagerholm  | finn politikus, miniszterelnök (1948–1950), (1956–1957), (1958–1959) | 082 |                                                              |
| május 22. | John Marley            | amerikai színész                                                     | 076 |                                                              |
| május 21. | Andrea Leeds           | amerikai színésznő                                                   | 069 |                                                              |
| május 21. | Ann Little             | amerikai színésznő                                                   | 093 |                                                              |
| május 20. | Ólafur Jóhannesson     | izlandi politikus, miniszterelnök (1971–1974), (1978–1979)           | 073 |                                                              |
| május 19. | John Betjeman          | angol költő, író                                                     | 077 |                                                              |
| május 19. | Henrik Tikkanen        | finnországi svéd nyelvű író, illusztrátor                            | 059 |                                                              |
| május 18. | Nasuh Akar             | olimpiai bajnok (1948) török birkózó                                 | 059 |                                                              |
| május 16. | Karl Neumer            | olimpiai ezüstérmes (1908) német kerékpárversenyző                   | 097 |                                                              |
| május 15. | Lionel Robbins         | brit közgazdász                                                      | 085 |                                                              |
| május 15. | Francis Schaeffer      | amerikai evangelikalista teológus, filozófus                         | 072 |                                                              |
| május 13. | Arne Ölander           | svéd kémikus                                                         | 081 | –                                                            |
| május 8.  | Herbert Matter         | svájci-amerikai fotográfus, grafikai tervező                         | 077 |                                                              |
| május 6.  | William A. Egan        | amerikai politikus, Alaszka kormányzója (1959–1966 és 1970–1974)     | 069 |                                                              |
| május 1.  | Joe Heaney             | ír énekes                                                            | 064 |                                                              |
| május 1.  | Jüri Lossmann          | olimpiai ezüstérmes (1920) észt hosszútávfutó                        | 093 |                                                              |

## Április
| Dátum       | Név                     | Foglalkozás / tisztség                                         | Kor | Forrás |
| ----------- | ----------------------- | -------------------------------------------------------------- | --- | ------ |
| április 30. | Rodrigo Lara Bonilla    | kolumbiai jogász, politikus, igazságügy-miniszter              | 037 |        |
| április 29. | Baltzar von Platen      | svéd mérnök, feltaláló                                         | 086 |        |
| április 26. | David Collet            | olimpiai bronzérmes (1928) brit evezős                         | 082 |        |
| április 26. | Helge Løvland           | olimpiai bajnok (1920) norvég atléta                           | 093 |        |
| április 26. | May McAvoy              | amerikai színésznő                                             | 084 |        |
| április 25. | Ignazio Ferronetti      | olasz filmvágó, filmrendező                                    | 075 |        |
| április 25. | Kevin A. Lynch          | amerikai építész, várostervező                                 | 066 | –      |
| április 23. | Erling Nilsen           | olimpiai bronzérmes (1936) norvég ökölvívó                     | 073 |        |
| április 23. | Roland Penrose          | angol festő, történész és költő                                | 083 |        |
| április 23. | Othmar Pferschy         | osztrák fotográfus                                             | 085 | –      |
| április 22. | Ansel Adams             | amerikai fotográfus                                            | 082 |        |
| április 21. | Marcel Iancu            | román-izraeli dadaista festő, építész                          | 088 |        |
| április 21. | Manuel Mujica Láinez    | argentin újságíró, író, művészetkritikus                       | 073 |        |
| április 20. | Otto Arosemena Gómez    | ecuadori politikus, köztársasági elnök (1966–1968)             | 058 |        |
| április 20. | Karl Hipfinger          | olimpiai bronzérmes (1932) osztrák súlyemelő                   | 078 |        |
| április 18. | Leopold Lindtberg       | svájci színházi- és filmrendező                                | 081 |        |
| április 17. | Víctor Balaguer         | spanyol pop- és zarzuela-énekes                                | 063 |        |
| április 16. | Charles G. Finney       | amerikai fantasy-író                                           | 078 |        |
| április 16. | Giovanni Lattuada       | olimpiai bronzérmes (1932) olasz tornász                       | 079 |        |
| április 15. | William Empson          | angol költő, irodalomkritikus                                  | 077 |        |
| április 13. | Ralph Kirkpatrick       | amerikai csembalóművész és muzikológus                         | 072 | [ 13 ] |
| április 10. | Jakub Berman            | lengyel politikus (LEMP), miniszterelnök-helyettes (1954–1956) | 082 |        |
| április 5.  | Robert Adams            | angol szobrász és formatervező                                 | 066 |        |
| április 5.  | Giuseppe Tucci          | olasz orientalista, buddhológus, vallástörténész, felfedező    | 089 |        |
| április 4.  | Joan Ponç               | katalán festő                                                  | 056 |        |
| április 3.  | Antanas Račiūnas        | szovjet-litván zeneszerző, zenepedagógus                       | 078 |        |
| április 2.  | Ángela Figuera Aymerich | baszk-spanyol baszk költő, gyermekkönyvíró                     | 081 |        |
| április 1.  | Marvin Gaye             | amerikai énekes, dalszerző, ütőhangszeres                      | 044 |        |

## Március
| Dátum       | Név                  | Foglalkozás / tisztség                                    | Kor | Forrás                                                      |
| ----------- | -------------------- | --------------------------------------------------------- | --- | ----------------------------------------------------------- |
| március 30. | Hollis Frampton      | amerikai fotográfus, avantgárd filmkészítő, teoretikus    | 048 |                                                             |
| március 30. | Keve András          | ornitológus, tudománytörténész, muzeológus                | 074 |                                                             |
| március 28. | Comins Mansfield     | brit sakkozó, sakkfeladványszerző                         | 087 |                                                             |
| március 26. | Branko Ćopić         | boszniai szerb író                                        | 069 |                                                             |
| március 25. | Robert Mandrou       | francia történész                                         | 063 |                                                             |
| március 24. | Lilla Brignone       | olasz színésznő                                           | 070 |                                                             |
| március 24. | Sam Jaffe            | amerikai színész, tanár, mérnök                           | 093 |                                                             |
| március 23. | K. B. Andersen       | dán politikus, oktatásügyi- később külügyminiszter        | 069 |                                                             |
| március 23. | Shauna Grant         | amerikai modell és pornószínésznő                         | 020 | Archiválva 2022. április 1-i dátummal a Wayback Machine-ben |
| március 23. | Jean Prouvé          | francia formatervező és építész                           | 082 |                                                             |
| március 20. | Silvio Hernández     | olimpiai bronzérmes (1936) mexikói kosárlabdázó           | 075 |                                                             |
| március 15. | Ken Carpenter        | olimpiai bajnok (1936) amerikai diszkoszvető              | 070 |                                                             |
| március 14. | Aurelio Peccei       | olasz gyáros, a Római Klub egyik alapítója és első elnöke | 075 |                                                             |
| március 13. | Jorge Andrade        | brazil író, drámaíró                                      | 061 |                                                             |
| március 13. | Paul Schuster Taylor | amerikai közgazdász                                       | 088 |                                                             |
| március 12. | Hakon Ahlberg        | svéd építész                                              | 092 |                                                             |
| március 12. | Hans Melchior        | német botanikus                                           | 089 | –                                                           |
| március 10. | June Marlowe         | amerikai színésznő                                        | 080 |                                                             |
| március 9.  | Imogen Holst         | brit zeneszerző, karmester, zenepedagógus                 | 076 |                                                             |
| március 8.  | Arnaldo Rozeira      | portugál botanikus                                        | 071 |                                                             |
| március 7.  | Charles Pisot        | francia matematikus                                       | 074 | –                                                           |
| március 5.  | Just Göbel           | olimpiai bronzérmes (1912) holland labdarúgó              | 092 |                                                             |
| március 2.  | Yola d'Avril         | francia–amerikai színésznő                                | 077 |                                                             |
| március 1.  | Roland Culver        | angol színész                                             | 083 |                                                             |

## Február
| Dátum          | Név                   | Foglalkozás / tisztség                                 | Kor | Forrás                                                      |
| -------------- | --------------------- | ------------------------------------------------------ | --- | ----------------------------------------------------------- |
| Ismeretlen nap | Gordon Goodwin        | olimpiai ezüstérmes (1924) brit hosszútávfutó          | 088 |                                                             |
| február 25.    | Alfredo Varela        | Nemzetközi Lenin-békedíjas argentin író, újságíró      | 069 | –                                                           |
| február 24.    | Otto František Babler | cseh író, műfordító, irodalomtörténész                 | 083 |                                                             |
| február 24.    | Ernst Hofbauer        | osztrák-német filmrendező, forgatókönyvíró             | 058 |                                                             |
| február 24.    | Helmut Schelsky       | német szociológus                                      | 071 |                                                             |
| február 23.    | Maurice Tabard        | francia fotográfus                                     | 086 |                                                             |
| február 22.    | Max Newman            | brit matematikus, kriptográfus                         | 087 |                                                             |
| február 20.    | Fikrət Əmirov         | szovjet-azerbajdzsáni zeneszerző                       | 061 |                                                             |
| február 19.    | Ina Ray Hutton        | amerikai énekesnő, zenekarvezető                       | 067 |                                                             |
| február 15.    | Grete Hermann         | német matematikus                                      | 082 | Archiválva 2021. január 28-i dátummal a Wayback Machine-ben |
| február 15.    | Ethel Merman          | amerikai színész- és énekesnő                          | 076 |                                                             |
| február 14.    | Bohumil Trnka         | cseh nyelvész, irodalomtörténész                       | 088 |                                                             |
| február 13.    | Pierre Brambilla      | olasz kerékpárversenyző                                | 064 |                                                             |
| február 8.     | Karel Miljon          | olimpiai bronzérmes (1928) holland ökölvívó            | 080 |                                                             |
| február 7.     | Claire Bauroff        | német balett-táncos- és színésznő, koreográfus, modell | 088 |                                                             |
| február 6.     | Jimmy Ernst           | német származású amerikai festő                        | 063 |                                                             |
| február 6.     | Jorge Guillén         | spanyol költő                                          | 091 |                                                             |
| február 6.     | Remus Răduleț         | román elektromérnök, lexikonszerkesztő                 | 079 |                                                             |
| február 5.     | Chuck Cooper          | amerikai kosárlabdázó                                  | 057 |                                                             |
| február 3.     | Ronny Bierman         | holland énekes- és színésznő                           | 045 |                                                             |

## Január
| Dátum      | Név                     | Foglalkozás / tisztség                                   | Kor | Forrás |
| ---------- | ----------------------- | -------------------------------------------------------- | --- | ------ |
| január 30. | Crox Alvarado           | Costa Rica-i származású mexikói színész, forgatókönyvíró | 073 |        |
| január 30. | Luke Kelly              | ír énekes, zenész                                        | 043 |        |
| január 29. | Frances Goodrich        | amerikai drámaíró, forgatókönyvíró                       | 093 |        |
| január 25. | Michael Landmann        | svájci filozófus, antropológus                           | 070 |        |
| január 22. | Vladimir Jurko Glaser   | jugoszláv-horvát fizikus                                 | 059 |        |
| január 22. | Chaïm Perelman          | lengyel származású belga jogfilozófus                    | 071 |        |
| január 21. | Alan Marshall           | ausztrál író                                             | 081 |        |
| január 21. | Jackie Wilson           | amerikai énekes                                          | 049 |        |
| január 20. | J. Hartwell Harrison    | amerikai sebész, urológus                                | 074 |        |
| január 20. | Johnny Weissmuller      | olimpiai bajnok amerikai úszó, filmszínész (Tarzan)      | 079 |        |
| január 18. | Gladys Anderson Emerson | amerikai biokémikus, tudománytörténész                   | 080 |        |
| január 18. | Ary dos Santos          | portugál költő, dalszövegíró                             | 047 | –      |
| január 17. | Birger Åsander          | svéd színész                                             | 074 |        |
| január 17. | Vlado Bednár            | szlovák költő, író, gyermekkönyvíró                      | 042 |        |
| január 17. | George Rigaud           | francia származású argentin színész                      | 078 |        |
| január 16. | Robert Pikler           | magyar-ausztrál hegedűművész                             | 074 | [ 18 ] |
| január 15. | Titus Burckhardt        | svájci metafizikus                                       | 075 |        |
| január 14. | Brooks Atkinson         | amerikai színikritikus                                   | 089 | [ 19 ] |
| január 13. | Fulvio Bernardini       | olimpiai bronzérmes (1928) olasz labdarúgó               | 078 |        |
| január 11. | Fritz Geißler           | német zeneszerző, zenepedagógus, hegedűművész            | 062 |        |
| január 11. | Erik Stensiö            | svéd ősállatkutató                                       | 092 |        |
| január 10. | Toivo Loukola           | olimpiai bajnok (1928) finn hosszútávfutó                | 081 |        |
| január 8.  | Tom Kelley              | amerikai fotográfus                                      | 069 |        |
| január 8.  | Eerik Kumari            | észt ornitológus és ökológus                             | 071 |        |
| január 7.  | Walter Forde            | brit színész, forgatókönyvíró, filmrendező               | 087 |        |
| január 5.  | Dmitrij Vasziljev       | szovjet-orosz filmrendező                                | 083 |        |
| január 2.  | Sebastià Juan Arbó      | katalán író, költő, műfordító                            | 081 |        |
| január 1.  | Kaarlo Vähämäki         | olimpiai ezüstérmes (1912) finn tornász                  | 091 |        |